# 包衣滿洲佐領
包衣满洲佐领（转写：booi manju niru）是包衣佐领的一种，主要由满洲和蒙古包衣组成，又區分為隸屬皇帝的内務府三旗包衣佐領、下五旗王公府屬包衣佐領。

## 简介
满洲佐领在八旗中均有分布。其中，在内务府中拥有15个佐领，王公府属包衣佐领的数量则为47个。授世爵者有正黄旗三等男扎克塔尔等。较为知名的世家有内府完颜氏阿什坦家族、索绰罗氏英和家族等。满洲佐领的旗内待遇较高。尤其内务府满洲佐领下人在入仕方面，不但可照常补满缺，还可独享连旗份佐领下的满洲旗人都不能染指的内务府专缺。在挑甲名额的分配上，给予满洲佐领的配额要高于旗鼓佐领。

### 引证
1. ↑  杜家骥 2008，第438頁
2. ↑  杜家骥 2008，第440頁
3. ↑  杜家骥 2008，第474頁
4. ↑  杜家骥 2008，第474-475頁
5. ↑  杜家骥 2008，第461頁
6. ↑   參:

### 书籍
- 杜家骥. . 人民出版社. 2008  [2012-12-30]. ISBN 9787010067537. （原始内容存档于2013-11-02）.